# Ружани
Ружа́ни (біл. Ружаны) — селище міського типу, розташоване в Пружанському районі Берестейської області Білорусі, розташований на річці Ружанка, в оточенні мальовничих пагорбів, за 140 км від Берестя, за 38 км від залізничної станції Івацевичі за 45 кілометрів північно-східніше Пружан, на перехресті доріг Пружани — Слонім і Вовковиськ — Косово.

## Історія
Перша письмова згадка про Ружани (Ражани) відноситься до 1552 року, проте відомо, що до 1552 року Ружани належали магнатам Тишкевичам. У 1598 році магнат Барташ Брухальскій продав Ружани канцлеру Великого князівства Литовського Леву Івановичу Сапізі.
В документах 1606 року Ружани звуться містечком, розташованим «на великому гостинців, провідному з Слоніма до Берест і на Подлясье, яким великі посли, і торговельні люди обвиклі їздити».
У 1617 році на кошти Сапег місці старого дерев'яного побудований Троїцький костел домініканців. Відомо, що в 1617 році Лев Сапіга приймав тут королевича Владислава.
20 червня 1637 року Ружанам даровано магдебурзьке право і міський герб: на срібному полі вінок із троянд (Руж) та всередині образ Святого Казимира з хрестом і Лілією в руках на увесь зріст.
У 1644 році дідич — підканцлер литовський Казимир Лев Сапега — приймав у палаці короля Владислава IV Вазу. Як тимчасова резиденція короля тут приймалися посли і навіть готувалися ставленики на московський престол. У величезних льохах зберігалася державна скарбниця Великого князівства Литовського і арсенал.
У 1655 році Віленськая капітула, рятуючись від військ царя Алєксєя Міхайловича, помістила в ружанському палаці мощі Святого Казимира — небесного покровителя Великого князівства Литовського. У пам'ять про цю подію в 1791 році на кладовищі була зведена каплиця Св. Казимира.
У 1657 році євреїв Ружан звинуватили у вбивстві в єврейському кварталі християнської дитини. Їм загрожував погром, проти якого рішуче виступили Сапіги, проте заступництво не зупинило заворушень і керівників єврейської громади стратили.
З 1662 року єврейська громада Ружан отримала самостійний статус. Кожен рік у Ружанах обирався бургомістр, 2 або 3 радники, 3 засідателі. Ружани мали ратушу, магістрат, магістратський суд. За даними документів 1687 року, в Ружанах налічили 427 будинків і 2 базари.
У другій половині XVII століття припиняється економічний розвиток Ружан і поступово вони стають одним із найбідніших міст. У 1698 році конфедерати і шляхта повстали проти Сапіг, знищили місто.
Ружани сильно постраждали під час Північної війни (1700–1721) між Росією і Швецією. Шведський король Карл ХІІ, що просувався з військами з Литви на Волинь, зупинявся в Ружанах.

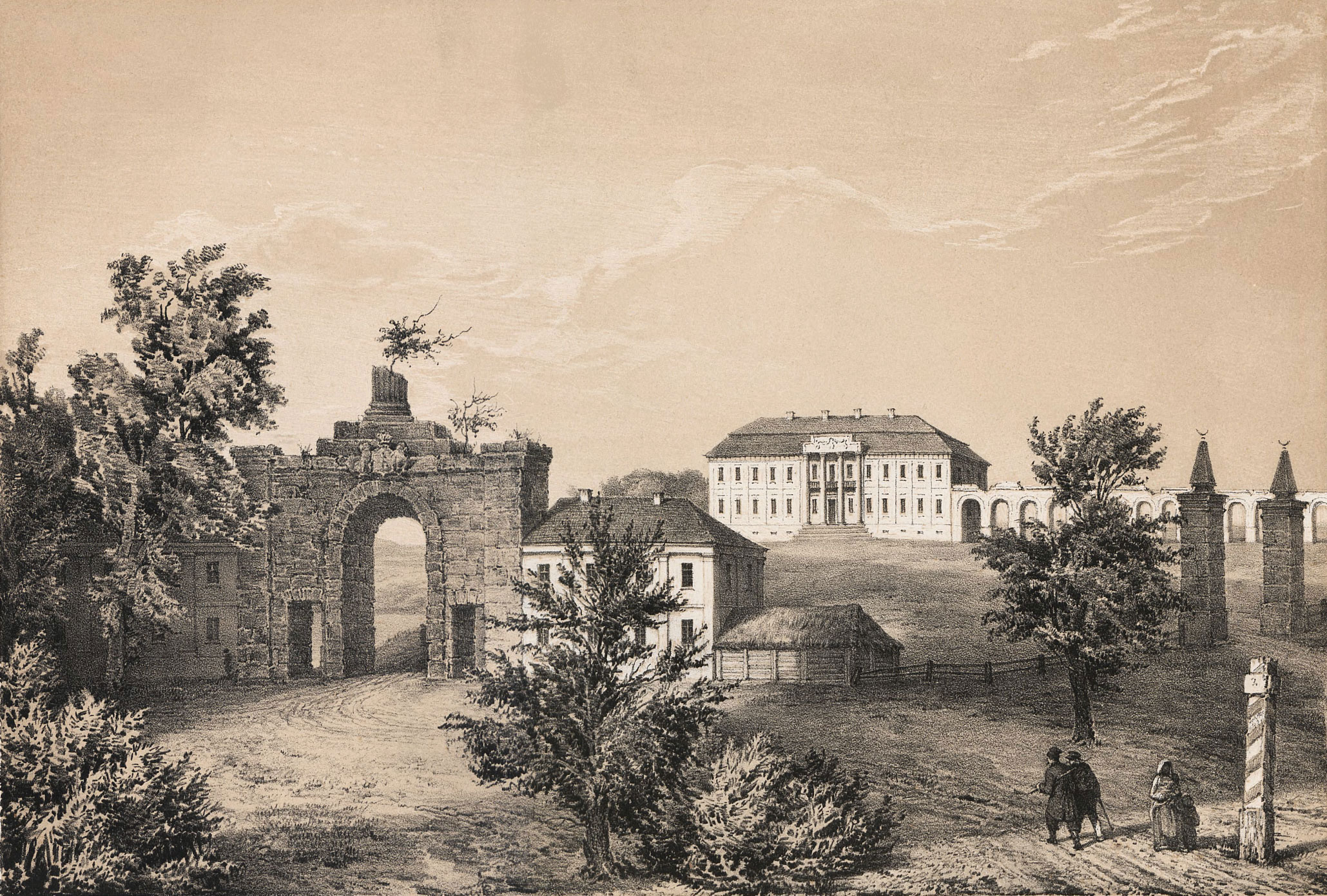
Наполеон Орда. Палац Сапігів

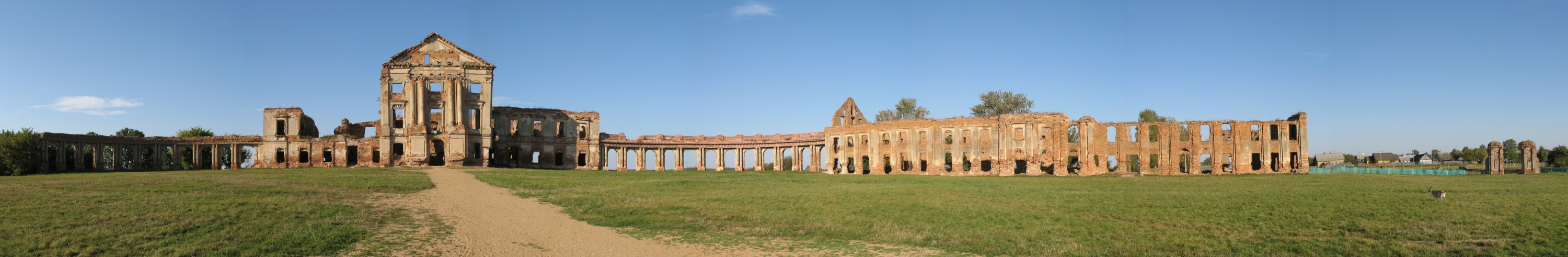
Зруйнований ружанський палац

Маєток Сапег мав один з найбільших театрів у князівстві, який проіснував з 1765 по 1791 рік. Театр достатньо оснащений технічно, щоб під час вистави тричі змінювати декорації. В театрі було 60 артистів і танцівників, 40 музикантів.
На початку 1780-х років володар започаткував велике будівництво й перебудував старе укріплення в блискучий палацово-парковий комплекс. Перебудову здійснив саксонець Ян Самуель Беккер. Виник комплекс споруд з палацом, 2-ма флігелями та парадною брамою, до якої прибудували кордегардію для почесної варти. В Західному флігелі розмістили збірку картин Сапег, Східний під одним дахом мав Манеж для коней та театр. Взірцем для театральної зали узяли залу театру родини Фарнезе в Пармі(Італія).
А при палаці була бібліотека, яка за життя Сапеги Казимира Лева налічувала близько 3000 томів, для книжок якої художник Франтішек Бальцерович зробив власний екслібріс Сапег. Дивом стала звістка про збереження тієї бібліотеки. Після придушення національно-визвольного повстання поляків 1831 року, бібліотеку Сапег царат конфіскував та вивіз до Петербургу та Варшави… Отже, Ружанська бібліотека не зникла.
В 1786 році канцлер Великого князівства Литовського Олександр Сапега, який засідав в Гродненському сеймі короля Станіслава Августа Понятовського, віддав замок в оренду, а свою резиденцію переніс у Деречин. У палаці була закладена фабрика шовкових тканин, оксамиту і суконь. Крім того, тут виготовлялися карети і лаковані екіпажі. На фабриці працювало 159 робітників.
У результаті третього поділу Польщі Ружани відійшли в складі Російської імперії, Магдебурзьке право було скасовано. За участь Сапіг у повстанні проти російських військ у 1830–1831 роках володіння були конфісковані. В 1834 році палац узяв в оренду підприємець і покоях він організував текстильне виробництво. Після відкриття у Ружанах в першій половині 19 ст. 6-ти текстильних та кількох прядильних фабрик на них почали працювати багато євреїв міста та околиць. Деякі єврейські родини на орендованих ними землях займалися городництвом та садівництвом.

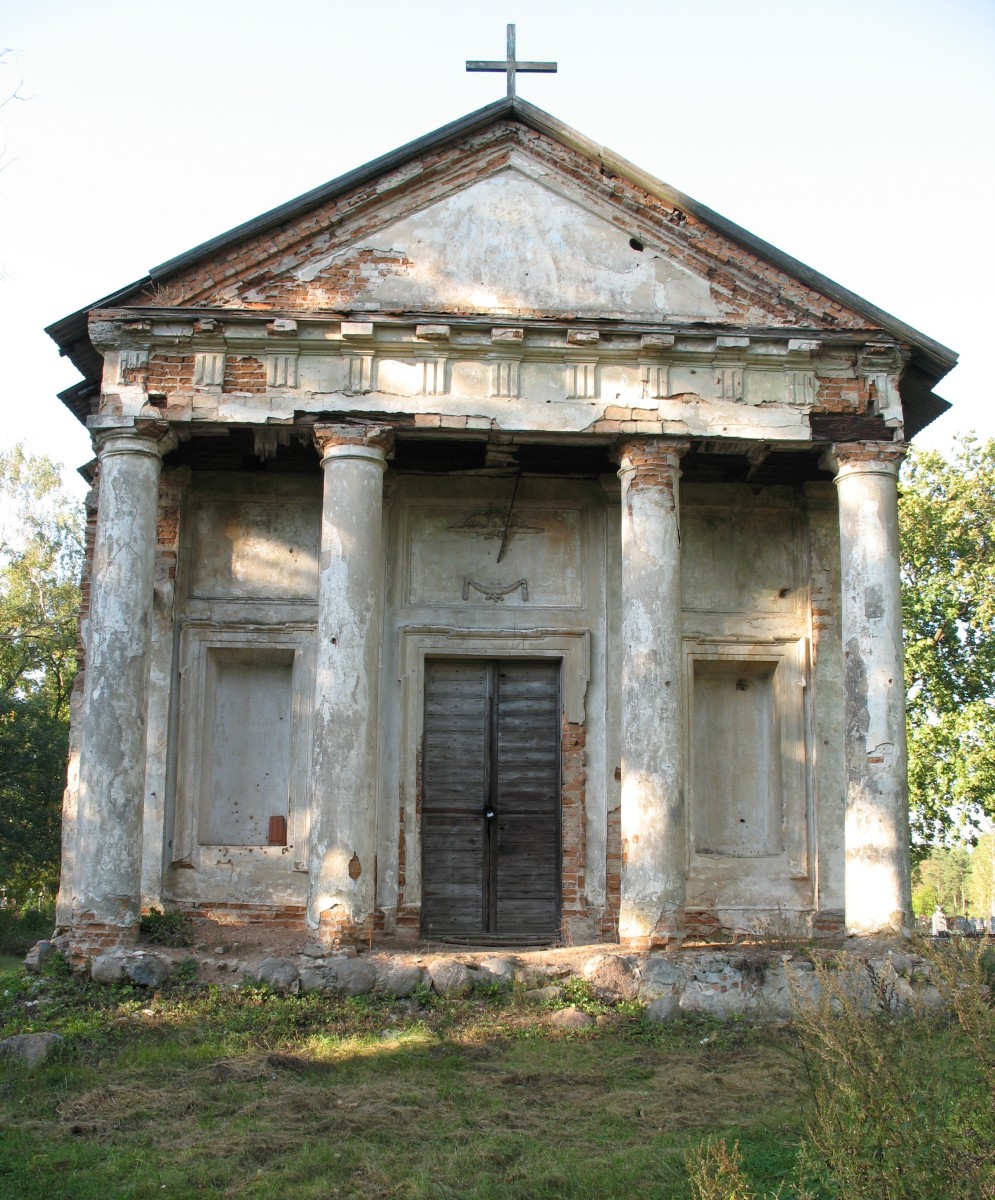
Каплиця Святого Казимира. 1791 р.

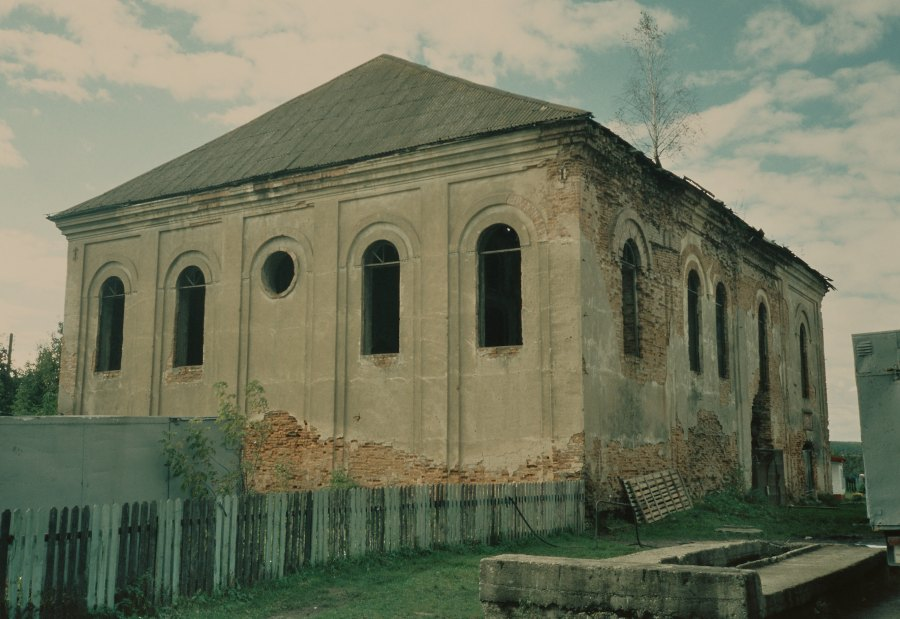
Синагога

У 1847 році єврейське населення Ружан становило 1467 чоловік. У 1850 році біля Ружан були засновані 2 єврейських сільськогосподарських поселення. В 1863 році біля Ружан відбувся бій повсталих з царськими військами.
У 1897 році єврейське населення Ружан становило 3599 (71,7 % населення). У 1904 році була створена організація єврейської самооборони, не допустила погромів в Ружанах. У 1905–1907 роках у Ружанах активізувалася діяльність різних єврейських і російських політичних партій.
У серпні 1914 року згорів головний корпус замку. За даними на 1914 рік, містечко мало близько 7 тисяч мешканців. У 1915 році Ружани окуповані кайзерівськими німецькими військами.
В 1919–1920 та 1921–1939 роках Ружани перебували у складі Польщі. Після початку Другої світової війни й окупації Німеччиною Польщі єврейське населення Ружан значно зросло за рахунок біженців, кількість яких становить кілька тисяч. Багато з них були вислані у внутрішні райони Радянського Союзу, але частина залишилася в Ружанах. Після приєднання Ружан до БРСР у складі Радянського Союзу в 1939 році єврейські громадські установи, Філії політичних партій, навчальних закладів із викладанням на івриті були ліквідовані. Підприємці, політичні та громадські діячі, рабини були заарештовані й вислані в радянські концтабори або насильницькі переселені у віддалені кути Радянського Союзу.
24 червня 1941 року передові частини вермахту окупували Ружани. Невеличкій частини єврейського населення вдалося втекти з міста і врятуватися. А в Ружанах відразу розпочався грабіж єврейського населення. У липні 1941 р. на євреїв Ружан було накладено контрибуції (10 кг золота і 20 кг срібла). Були введені значні обмеження, а також обов'язкове носіння білої пов'язки на правому рукаві зі словом «юде».
Німецькі фашисти створили юденрат для реєстрації єврейського населення. Восени 1941 року євреї були зведені в гетто. Гітлерівці використовували їх на важких роботах. 2 листопада 1942 році гітлерівські підрозділи разом з білоруськими поліцаями оточили єврейське гетто, а полонених євреїв пішим ходом гнали в концентраційний табір в Вовковиську. Знесилених, немічних і хворих розстрілювали по дорозі. В кінці листопаду 1942 року євреї Ружан були депортовані до концтабору Треблінку. Більша кількість уцілілих євреїв після війни через Польщу виїхала до Ізраїлью та інших країн світу. У 1950-ті року в Ружанах мешкало не більше 10 євреїв. Згідно з даними перепису населення республіки Білорусь в 1998 році, в Ружанах не було зареєстровано євреїв зовсім.
На початку XIX століття в селищі мешкало 3,4 тис. населення. Протягом значної історії Ружан більшість населення були євреями. Перша згадка про ружанських євреїв — рішення зборів литовських євреїв 1623 року про підпорядкування громади Ружан до громади Брест-Литовська (Берестя).
Палацово-парковий комплекс в Ружанах руйнували двічі тільки за 20 ст. — в 1914 та 1944 роках. Палац давно втратив дах, другий поверх дуже зруйнований. До фундаментів зруйновано приміщення колишньої картинної галереї. Театральне приміщення без даху, але стіни встояли в буремні, лихі роки. Тріумфальні ворота брами та кордегардії збереглися краще, але руйнація їм краси не додає. Прийшла приємна звістка, що проектні креслення Беккера віднайдені в збірці Варшавського університету. Це подає слабку надію на відтворення найкращого палацово-паркового комплексу в Білорусі доби пізнього бароко та раннього класицизму. В колишній Польщі це був найкращий ансамбль серед подібних магнатських садиб.

## Населення
За переписом населення Білорусі 2009 року чисельність населення смт становила 3153 особи.

### Національність
Розподіл населення за рідною національністю за даними перепису 2009 року:
| Національність                | Осіб | Відсоток |
| ----------------------------- | ---- | -------- |
| білоруси                      | 2527 | 80,15 %  |
| росіяни                       | 270  | 8,56 %   |
| поляки                        | 139  | 4,41 %   |
| українці                      | 104  | 3,30 %   |
| цигани                        | 75   | 2,38 %   |
| татари                        | 13   | 0,41 %   |
| литовці                       | 8    | 0,25 %   |
| національність не повідомлена | 6    | 0,19 %   |
| молдовани                     | 2    | 0,06 %   |
| дві та більше національності  | 2    | 0,06 %   |
| німці                         | 1    | 0,03 %   |
| грузини                       | 1    | 0,03 %   |
| чуваші                        | 1    | 0,03 %   |
| греки                         | 1    | 0,03 %   |
| удмурти                       | 1    | 0,03 %   |
| комі-перм'яки                 | 1    | 0,03 %   |
| національність не вказана     | 1    | 0,03 %   |
| Разом                         | 3153 | 100 %    |

## Підприємства
Провідними підприємствами є меблева фабрика, виробничо-харчової завод, виробничо-торговельний комбінат.

## Пам'ятники архітектури
Костел Св. Трійці, церква Св. Петра та Павла, каплиця Св. Казимира на цвинтарі, зруйнований палац Сапігів, синагога.

## Відомі люди

### Народилися
- І. М. Пінес — відомий письменник і релігійно-сіоністський діяч
- Іцхак Шамір — прем'єр-міністр Ізраїля
- Українцев Олег Анатолійович (нар. 1976) — український вчений-правознавець